# La piccola fiammiferaia (film 1987)
La piccola fiammiferaia (The Little Match Girl) è un film per la televisione del 1987 diretto da Michael Lindsay-Hogg.
È un film drammatico statunitense con Maryedith Burrell, William Daniels e William B. Davis. È basato sulla fiaba del 1848 La piccola fiammiferaia di Hans Christian Andersen.

## Produzione
Il film, diretto da Michael Lindsay-Hogg su una sceneggiatura di Maryedith Burrell con il soggetto di Hans Christian Andersen (autore della fiaba), fu prodotto da Robert Hargrove per la NBC Productions e girato a Vancouver in Canada. Gli effetti speciali furono affidati alla Available Light Productions.

## Distribuzione
Il film fu trasmesso negli Stati Uniti il 21 dicembre 1987 con il titolo The Little Match Girl sulla rete televisiva NBC.
Alcune delle uscite internazionali sono state:
- in Germania Ovest (Das Mädchen mit den Wunderhölzern)
- in Polonia (Dziewczynka z zapalkami)
- in Svezia (Flickan med svavelstickorna)
- in Francia (La petite fille aux allumettes)
- in Italia (La piccola fiammiferaia)[1]